# Raïon de Glouchkovo
Le raïon de Glouchkovo (en russe : Глушко́вский райо́н, Glouchkovski raïon) est un raïon de l'oblast de Koursk en Russie européenne. Son centre administratif est le village de Glouchkovo, et sa population s'élevait à 20 024 habitants en 2021.

## Géographie
Le raïon se situe dans l'oblast de Koursk, un sujet, en tant qu'oblast, de la Russie, situé dans le district fédéral central en Russie européenne. Le raïon, comme l'ensemble de l'oblast, est situé dans le fuseau horaire MSK (heure de Moscou). Le décalage horaire appliqué par rapport au temps universel coordonné est +03:00.

## Politique et administration
Le raïon est l'un des 28 raïons administratifs de l'oblast de Koursk, dans le district fédéral central. Au niveau municipal, il possède le statut de raïon municipal, et comporte ainsi plusieurs municipalités à l'intérieur de lui. Le raïon compte 53 localités réparties en 13 municipalités.

## Localités
| №  | Localité         | Nom russe         | Statut          | Population (Recensement 2010) | Municipalité                 |
| -- | ---------------- | ----------------- | --------------- | ----------------------------- | ---------------------------- |
| 1  | Alekseïevka      | Алексеевка        | village         | 461                           | Selsoviet d'Alekseïevka      |
| 2  | Boudki           | Будки             | village         | 82                            | Selsoviet de Zvannoïe        |
| 3  | Byrdine          | Бырдин            | khoutor         | 16                            | Selsoviet de Popovo-Lejatchi |
| 4  | Vessioloïe       | Весёлое           | village         | 757                           | Selsoviet de Vessioloïe      |
| 5  | Volfino          | Волфино           | village         | 189                           | Selsoviet de Vessioloïe      |
| 6  | Volfinski        | Волфинский        | possiolok       | 61                            | Selsoviet de Vessioloïe      |
| 7  | Vyssokoïe        | Высокое           | village         | 164                           | Selsoviet de Nijni Mordoch   |
| 8  | Glouchkovo       | Глушково          | village-gare    | 235                           | Selsoviet de Koulbaki        |
| 9  | Glouchkovo       | Глушково          | commune urbaine | 4785                          | possiolok Глушково           |
| 10 | Dronovka         | Дроновка          | village         | 154                           | Selsoviet de Markovo         |
| 11 | Ielisabethovka   | Елизаветовка      | hameau          | 261                           | Selsoviet de Koulbaki        |
| 12 | Zabolotovka      | Заболотовка       | hameau          | 272                           | Selsoviet de Koroviakovka    |
| 13 | Zaria            | Заря              | khoutor         | 3                             | Selsoviet de Popovo-Lejatchi |
| 14 | Zvannoïe         | Званное           | village         | 1838                          | Selsoviet de Zvannoïe        |
| 15 | imeni Kalinina   | имени Калинина    | possiolok       | 2                             | Selsoviet de Vessioloïe      |
| 16 | Kabanovka        | Кабановка         | hameau          | 50                            | Selsoviet de Markovo         |
| 17 | Karyj            | Карыж             | village         | 575                           | Selsoviet de Karyj           |
| 18 | Kekino           | Кекино            | hameau          | 181                           | Selsoviet de Nijni Mordoch   |
| 19 | Kobylki          | Кобылки           | village         | 1179                          | Selsoviet de Kobylki         |
| 20 | Kozyrevka        | Козыревка         | hameau          | 11                            | Selsoviet de Soukhinovka     |
| 21 | Kolodeji         | Колодежи          | hameau          | 91                            | Selsoviet de Markovo         |
| 22 | Koroviakovka     | Коровяковка       | village         | 522                           | Selsoviet de Koroviakovka    |
| 23 | Krasnooktiabrski | Краснооктябрьский | possiolok       | 208                           | Selsoviet de Vessioloïe      |
| 24 | Koulbaki         | Кульбаки          | village         | 766                           | Selsoviet de Koulbaki        |
| 25 | Lechtchinovka    | Лещиновка         | hameau          | 199                           | Selsoviet de Zvannoïe        |
| 26 | Markovo          | Марково           | village         | 520                           | Selsoviet de Markovo         |
| 27 | Medvejié         | Медвежье          | possiolok       | 1                             | Selsoviet de Kobylki         |
| 28 | Neonilovka       | Неониловка        | village         | 115                           | Selsoviet de Markovo         |
| 29 | Nijni Mordoch    | Нижний Мордок     | village         | 367                           | Selsoviet de Nijni Mordoch   |
| 30 | Novoivanovka     | Новоивановка      | possiolok       | 209                           | Selsoviet de Koulbaki        |
| 31 | Novy Pout        | Новый Путь        | possiolok       | 5                             | Selsoviet de Vessioloïe      |
| 32 | Oboukhovka       | Обуховка          | hameau          | 70                            | Selsoviet de Vessioloïe      |
| 33 | Olkhojemtchougov | Ольхожемчугов     | khoutor         | 20                            | Selsoviet de Koroviakovka    |
| 34 | Otrouba          | Отруба            | khoutor         | 0                             | Selsoviet de Karyj           |
| 35 | Otrouba          | Отруба            | khoutor         | 1                             | Selsoviet de Popovo-Lejatchi |
| 36 | Pankratovka      | Панкратовка       | hameau          | 1                             | Selsoviet de Soukhinovka     |
| 37 | Politotdelski    | Политотдельский   | possiolok       | 209                           | Selsoviet de Koulbaki        |
| 38 | Popovo-Lejatchi  | Попово-Лежачи     | village         | 1177                          | Selsoviet de Popovo-Lejatchi |
| 39 | Rjava            | Ржава             | village         | 226                           | Selsoviet de Nijni Mordoch   |
| 40 | Samarka          | Самарка           | village         | 61                            | Selsoviet de Markovo         |
| 41 | Sergueïevka      | Сергеевка         | village         | 119                           | Selsoviet de Koulbaki        |
| 42 | Serpovka         | Серповка          | hameau          | 95                            | Selsoviet de Kobylki         |
| 43 | Siniak           | Синяк             | possiolok       | 3                             | Selsoviet de Koulbaki        |
| 44 | Soukhinovka      | Сухиновка         | village         | 714                           | Selsoviet de Soukhinovka     |
| 45 | Tiotkino         | Тёткино           | commune urbaine | 3852                          | établissement de Tiotkino    |
| 46 | Tiajino          | Тяжино            | hameau          | 202                           | Selsoviet de Koroviakovka    |
| 47 | Ourous           | Урусы             | hameau          | 114                           | Selsoviet de Markovo         |
| 48 | Khodeïkovo       | Ходейково         | village         | 43                            | Selsoviet de Markovo         |
| 49 | Khodiakovka      | Ходяковка         | hameau          | 201                           | Selsoviet de Soukhinovka     |
| 50 | Chagarovo        | Шагарово          | hameau          | 43                            | Selsoviet de Nijni Mordoch   |
| 51 | Iourassovo       | Юрасово           | village         | 9                             | Selsoviet de Nijni Mordoch   |
| 52 | 1er Moujitsa     | 1-я Мужица        | hameau          | 124                           | Selsoviet de Koulbaki        |
| 53 | 2e Moujitsa      | 2-я Мужица        | hameau          | 141                           | Selsoviet de Koulbaki        |

## Démographie
Recensements (*) ou estimations de la population :
| 2021*  | - | - |
| ------ | - | - |
| 20 024 | - | - |